# Quận Brooks, Georgia
Quận Brooks là một quận trong tiểu bang Georgia, Hoa Kỳ. Quận lỵ đóng ở thành phố Valdosta 6. Theo điều tra dân số năm 2000 của Cục điều tra dân số Hoa Kỳ, quận có dân số người 2. Năm 2007, ước tính dân số quận này là 16.450 người.
Theo Cục điều tra dân số Hoa Kỳ, quận có tổng diện tích 498 dặm vuông (1.289 km ²), trong đó, 494 dặm vuông (1.278 km ²) là đất và 4 dặm vuông (11 km ²) của nó (0,83%) là diện tích mặt nước. 

## Thông tin nhân khẩu
Theo điều tra dân 2 năm 2000, quận đã có 16.450 người, 6.155 hộ, và 4.370 gia đình sống trong quận. Mật độ dân số là 33 người cho mỗi dặm vuông (13/km ²). Có 7.118 đơn vị nhà ở với mật độ trung bình là 14 cho mỗi dặm vuông (6/km ²). Cơ cấu chủng tộc của quận gồm có 57,36% da trắng, 39,34% da đen hay Mỹ gốc Phi, 0,30% người Mỹ bản xứ, 0,26% người châu Á, 0,02% người đảo Thái Bình Dương, 1,76% từ các chủng tộc khác, và 0,94% từ hai hoặc nhiều chủng tộc. 3,07% dân số là người Hispanic hay Latino thuộc chủng tộc nào.
Có 6.155 hộ, trong đó 31,60% có trẻ em dưới 18 tuổi sống chung với họ, 48,30% là các cặp vợ chồng sống với nhau, 18,10% có chủ hộ là nữ không có mặt chồng, và 29,00% là không lập gia đình. 25,20% của tất cả các hộ gia đình đã được tạo thành từ các cá nhân và 11,00% có người sống một mình 65 tuổi trở lên đã được người. Bình quân mỗi hộ là 2,61 và cỡ gia đình trung bình là 3,11.
Trong quận có độ tuổi dân số là 26,90% ở độ tuổi dưới 18, 8,90% 18-24, 26,90% 25-44, 22,30% 45-64, và 15,00% 65 tuổi trở lên. Tuổi trung bình là 36 năm. Cứ mỗi 100 nữ có 92,20 nam giới. Cứ mỗi 100 nữ 18 tuổi trở lên, đã có 86,80 nam giới.
Thu nhập trung bình cho một hộ gia đình trong quận đã được $ 26.911, và thu nhập trung bình cho một gia đình là $ 32,382. Nam giới có thu nhập trung bình $ 26.303 so với 18.925 $ cho phái nữ. Thu nhập trên đầu cho các quận được $ 13.977. Giới 19,10% gia đình và 23,40% dân số sống dưới mức nghèo khổ, trong đó có 32,40% những người dưới 18 tuổi và 20,10% có độ tuổi từ 65 trở lên.